# Jestice
Jestice es un municipio del distrito de Rimavská Sobota en la región de Banská Bystrica, Eslovaquia, con una población estimada a final del año 2024 de 151 habitantes.
Se encuentra ubicado al este de la región, en la cuenca hidrográfica del río Sajó —un afluente derecho del río Tisza— y cerca de la frontera con la región de Košice y con Hungría.

## Demografía
| Año        | 1994 | 2004     | 2014     | 2024    |
| ---------- | ---- | -------- | -------- | ------- |
| Población  | 199  | 174      | 155      | 151     |
| Diferencia |      | −12,56 % | −10,91 % | −2,58 % |

| Año        | 2023 | 2024    |
| ---------- | ---- | ------- |
| Población  | 155  | 151     |
| Diferencia |      | −2,58 % |